# 花园屯镇
花园屯镇原为花园屯乡，是中华人民共和国山西省大同市新荣区下辖的一个乡镇级行政单位。

## 行政区划
2001年，新荣区行政区划调整，镇川堡乡、花园屯乡合并为花园湾屯乡。
2021年3月，撤乡设镇。
花园屯镇下辖26个村：
花园屯村、前井村、杨窑村、苇子湾村、靳沟窑村、马庄村、太平庄村、谢士庄村、张指挥营村、麻口村、镇川堡村、万泉庄村、西寺村、镇川口村、三墩村、元墩村、姜庄村、马河村、常胜庄村、圪坨村、道士窑村、青花村、赵彦庄村、三百户村、黍地沟村和青羊岭村。